# Anne Quist
Anne Quist, född den 26 december 1957 i Nijmegen i Nederländerna, är en nederländsk roddare.
Hon tog OS-brons i åtta med styrman i samband med de olympiska roddtävlingarna 1984 i Los Angeles.